# Ганджинский округ
Ганджинский округ (азерб. Gəncə mahalı) — единица административного деления Азербайджанской ССР, существовавшая с апреля 1929 по июль 1930 года. Административный центр — город Ганджа.
Образован постановлением VI всеазербайджанского съезда Советов от 8 апреля 1929 года на территории упразднённых Ганджинского и Казахского уездов.
Ганджинский округ первоначально граничил с Закатало-Шекинским и Карабахским округами, а также Нагорно-Карабахской АО, Армянской и Грузинской ССР.
Печатным органом окружного комитета КП(б) Азербайджана и окружного исполкома была газета «Şura Gəncəsi».
По постановлениям ЦИК и СНК СССР от 23 июля 1930 года и ЦИК и СНК Азербайджанской ССР от 8 августа 1930 года, Ганджинский округ, как и большинство остальных округов СССР, был упразднён, а входящие в его состав районы переданы в прямое подчинение Азербайджанской ССР.